# Michael Hawkins
Steve Michael Hawkins (* 28. Oktober 1972 in Canton (Ohio)) ist ein ehemaliger US-amerikanischer Basketballspieler.

## Werdegang
Nach seiner Zeit an der Xavier University, mit deren Mannschaft er 1995 den Meistertitel in der Midwestern Collegiate Conference gewann, machte Hawkins in der US-Liga CBA mit guten Leistungen in den Farben der Mannschaft Rockford Lightning auf sich aufmerksam. In der Saison 1996/97 führte er die CBA-Wertungen Korbvorlagen und Ballgewinne je Begegnung an. In derselben Spielzeit wurde Hawkins in der CBA für seine Verteidigungsleistungen ausgezeichnet.
Im Februar 1997 gelang ihm der Sprung in die NBA. Er spielte zunächst bei den Boston Celtics. In der NBA bestritt Hawkins bis 2001 insgesamt 77 Einsätze, die meisten (24) für Boston.
2001 wurde Hawkins mit dem FC Barcelona spanischer Meister und Sieger des Pokalwettbewerbs. Einen weiteren Titel gewann er mit Śląsk Wrocław (polnischer Meister 2002).
Mit der Nationalmannschaft der Vereinigten Staaten wurde Hawkins 1998 Dritter der Weltmeisterschaft sowie 1999 Zweiter der Panamerikameisterschaft.